# Halosydnopsis pilosa
Halosydnopsis pilosa är en ringmaskart som först beskrevs av Horst 1917.  Halosydnopsis pilosa ingår i släktet Halosydnopsis och familjen Polynoidae. Inga underarter finns listade i Catalogue of Life.